# Diplosemaphora amphibola
Diplosemaphora amphibola är en fjärilsart som beskrevs av Diakonoff 1982. Diplosemaphora amphibola ingår i släktet Diplosemaphora och familjen vecklare. Inga underarter finns listade i Catalogue of Life.